# Сан-Педру-да-Агуа-Бранка

Сан-Педру-да-Агуа-Бранка на карте штата.

Сан-Педру-да-Агуа-Бранка (порт. São Pedro da Água Branca) — муниципалитет в Бразилии, входит в штат Мараньян. Составная часть мезорегиона Запад штата Мараньян. Входит в экономико-статистический микрорегион Императрис. Население составляет 12 028 человек на 2010 год. Занимает площадь 720,452 км². Плотность населения — 16,70 чел./км². Праздник города — 10 ноября.

## Демография
Согласно сведениям, собранным в ходе переписи 2010 г. Национальным институтом географии и статистики (IBGE), население муниципалитета составляет:
| Полное население                               | Полное население                               | Полное население                               | Полное население                               | 12 028 |
| ---------------------------------------------- | ---------------------------------------------- | ---------------------------------------------- | ---------------------------------------------- | ------ |
| в том числе:                                   | Городское население                            | 10 712                                         | Процент городского населения, %                | 89,06  |
|                                                | Сельское население                             | 1316                                           | Процент сельского населения, %                 | 10,94  |
|                                                | Мужское население                              | 6115                                           | Процент мужского населения, %                  | 50,84  |
|                                                | Женское население                              | 5913                                           | Процент женского населения, %                  | 49,16  |
| Плотность населения, чел/км²                   | Плотность населения, чел/км²                   | Плотность населения, чел/км²                   | Плотность населения, чел/км²                   | 16,70  |
| Население муниципалитета в % к населению штата | Население муниципалитета в % к населению штата | Население муниципалитета в % к населению штата | Население муниципалитета в % к населению штата | 0,18   |

По данным оценки 2016 года, население муниципалитета составляет 12 407 жителей.

## История
Город основан 5 июня 1996 года.

## Статистика
- Валовой внутренний продукт на 2003 год составляет 12 430 943,00 реалов (данные: Бразильский институт географии и статистики).
- Валовой внутренний продукт на душу населения на 2003 год составляет 1122,53 реала (данные: Бразильский институт географии и статистики).
- Индекс развития человеческого потенциала на 2000 год составляет 0,588 (данные: Программа развития ООН).

## География
Климат местности: тропический. В соответствии с классификацией Кёппена, климат относится к категории trop.